# Cortesanas al borde del Sena
Cortesanas al borde del Sena (en francés, Les Demoiselles des bords de la Seine), es uno de los cuadros más conocidos del pintor francés Gustave Courbet. Está realizado al óleo sobre lienzo. Mide 174 cm de alto y 206 cm de ancho. Fue pintado en 1856, encontrándose actualmente en el Museo de Bella Artes, de París, Francia. También es conocido por su traducción literal: Las señoritas (o Jóvenes) al borde del Sena (o a las orillas del Sena).
La escena representa a dos jóvenes que han realizado una excursión por el Sena en el verano y, cansadas, se tumban a descansar en la orilla, a la sombra de unos árboles. Una de ellas está dormida. La otra se apoya en una mano, pensativa.
Esta obra fue expuesta en el Salón de París de 1857 y creó un gran escándalo. Sólo puede explicarse por el realismo que imprimió a la pintura, tanto en su tratamiento como en el tema tan corriente y vulgar que lo protagonizaba. Además, lo hacía en un estilo que no lograba distanciar a las muchachas del espectador.
La crítica consideró que resultaban impúdicas, cortesanas, esto es, mujeres mantenidas que encarnaban la pornografía del Segundo Imperio.
Pierre Joseph Proudhon consideraba que era una denuncia de la moral del régimen. La que está dormida se estaría entregando a fantasías eróticas. La que está despierta calcularía cuestiones financieras.